# Henri Hanlet
Henri Hanlet (Xhendelesse, 11 september 1888 - Olne, 2 september 1964) was een Belgisch wielrenner. Hij was beroepsrenner van 1908 tot 1925 en werd in 1910 Belgisch kampioen in Tervuren.

## Palmares
- 1908: 3e Blégny - Sint-Truiden - Blégny
- 1908: 3e Fécher - Hasselt - Fécher
- 1908: 1e Grand-Rechain
- 1908: 1e Hodimont
- 1909: 1e Reims - Charleroi
- 1910: 3e Brussel-Evergem
- 1910: 3e Parijs-Menen
- 1910: 1e 2e etappe Ronde van België, Menen
- 1910: 1e 4e etappe Ronde van België, Namen
- 1910:  1e Belgisch kampioenschap, Tervuren
- 1911: 1e 2e etappe Ster van Charleroi
- 1914: 1e Aken
- 1919: 2e Luik-Malmedy-Luik
- 1919: 2e Luik-Bastenaken-Luik
- 1920: 13 Luik-Bastenaken-Luik
- 1922: 6e Luik-Bastenaken-Luik

## Resultaten in voornaamste wedstrijden
| Jaar | Ronde van Italië | Ronde van Frankrijk | Ronde van Spanje |
| ---- | ---------------- | ------------------- | ---------------- |
| 1909 |                  |                     |                  |
| 1910 |                  |                     |                  |
| 1912 |                  | opgave              |                  |
| 1913 |                  | opgave              |                  |
| 1919 |                  |                     |                  |
| 1920 |                  |                     |                  |
| 1922 |                  | opgave              |                  |

| Jaar | Parijs-Roubaix | Luik-Bast.‑Luik | Parijs-Brussel |
| ---- | -------------- | --------------- | -------------- |
| 1909 | 8e             |                 |                |
| 1910 | 32e            |                 |                |
| 1912 | 16e            |                 | 12e            |
| 1913 | 29e            |                 |                |
| 1919 | 21e            | ↑               |                |
| 1920 | 11e            | 13e             |                |
| 1922 |                | 6e              |                |

- Bibliothèque nationale de France: cb14976691z (data)
- International Standard Name Identifier: 0000 0004 5093 9876
- Virtual International Authority File: 316737144